# Marcela Linková
Marcela Linková (* 1974) je česká socioložka.

## Profesní dráha
V roce 1999 vystudovala obor anglistika a amerikanistika na Filozofické fakultě Univerzity Karlovy a v roce 2014 získala doktorát v oboru sociologie na Fakultě sociálních věd UK. Ve své disertační práci se věnovala proměnám výzkumného prostředí v ČR směrem od dynastické k dynamické organizaci vědy. Od března 2000 pracuje v Sociologickém ústavu Akademie věd České republiky. V roce 2001 se stala vedoucí Národního kontaktního centra – gender a věda, které se v roce 2015 stalo samostatným výzkumným oddělením Sociologického ústavu AV ČR. 18. října 2017 se stala vedoucí Stálé pracovní skupiny pro genderovou rovnost ve výzkumu a inovacích výboru ERAC (ERAC Standng Working Group on Gender in Research and Innovation), na podzim 2020 byla zvolena do druhého funkčního období. Je členkou poradních orgánů v České republice a Evropské komisi, jako jsou Expert Advisory Board Science in Society, Expert Group on the Research Profession, Helsinki Group on Women and Science, Resortní koordinační skupina VaV nebo Pracovní skupina VERA pro rozvoj lidských zdrojů a rovného přístupu žen a mužů ve výzkumu a vývoji MŠMT. 25. září 2018 v rámci akce Ženy ve vědě vystoupila v Evropském parlamentu. Věnuje se především tématu genderové rovnosti ve vědě a výzkumu. Marcela Linková je koordinátorkou a partnerkou mnoha projektů evropských rámcových programů - v roce 2020 GENDERACTION, CASPER, GE ACADEMY, Gender-SMART , UniSAFE.